# 라킴 샌더스

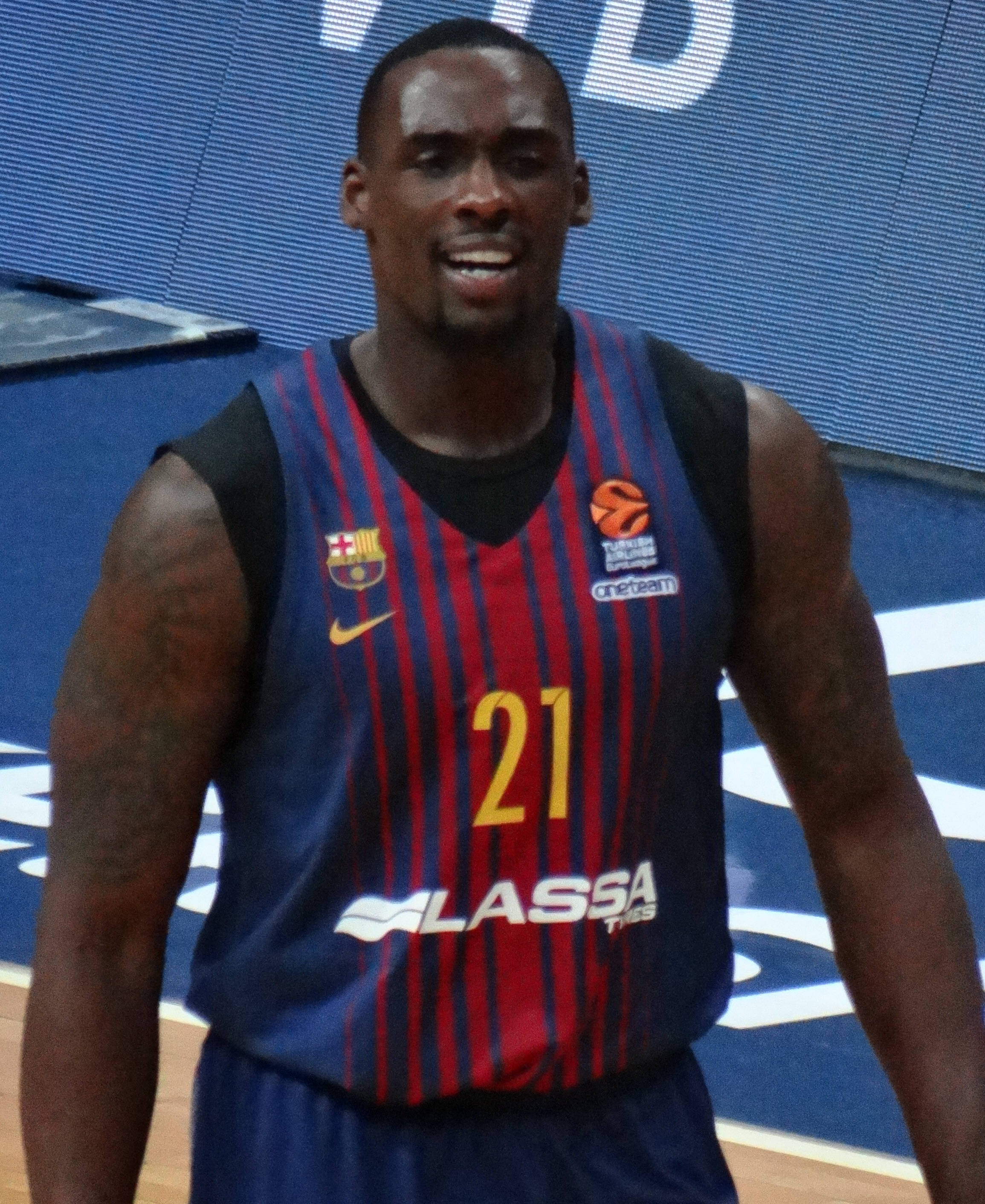
2018년 FC 바르셀로나 바스케트에서의 모습

라킴 샌더스(Rakim Sanders, 1989년 7월 8일 ~ )는 미국의 전직 프로 농구 선수이다. 보스턴 칼리지 이글스에서 3시즌 동안, 페어필드 스태그스에서 1시즌 동안 대학 농구를 했다. 키 1.96m(6'5")의 그는 슈팅 가드와 스몰 포워드 포지션을 모두 맡았으며 스몰 포워드가 주 포지션이었다.

## 프로 경력

### NBA 드래프트
2012년 NBA 드래프트에서 샌더스는 지명을 받지 못했다. 그러나 그는 골든 스테이트 워리어스의 섬머 리그 팀에서 뛰기로 계약했다.

### 창원 LG 세이커스
샌더스는 2020년 1월 14일 한국리그 창원 LG 세이커스와 계약했다.
2020년 7월 21일, 이스라엘 프리미어리그의 하포엘 브에르 셰바와 계약을 맺었다. 그러나 샌더스는 개인적인 문제로 지난 8월 25일 계약을 해지했다.